# 内阁官房长官

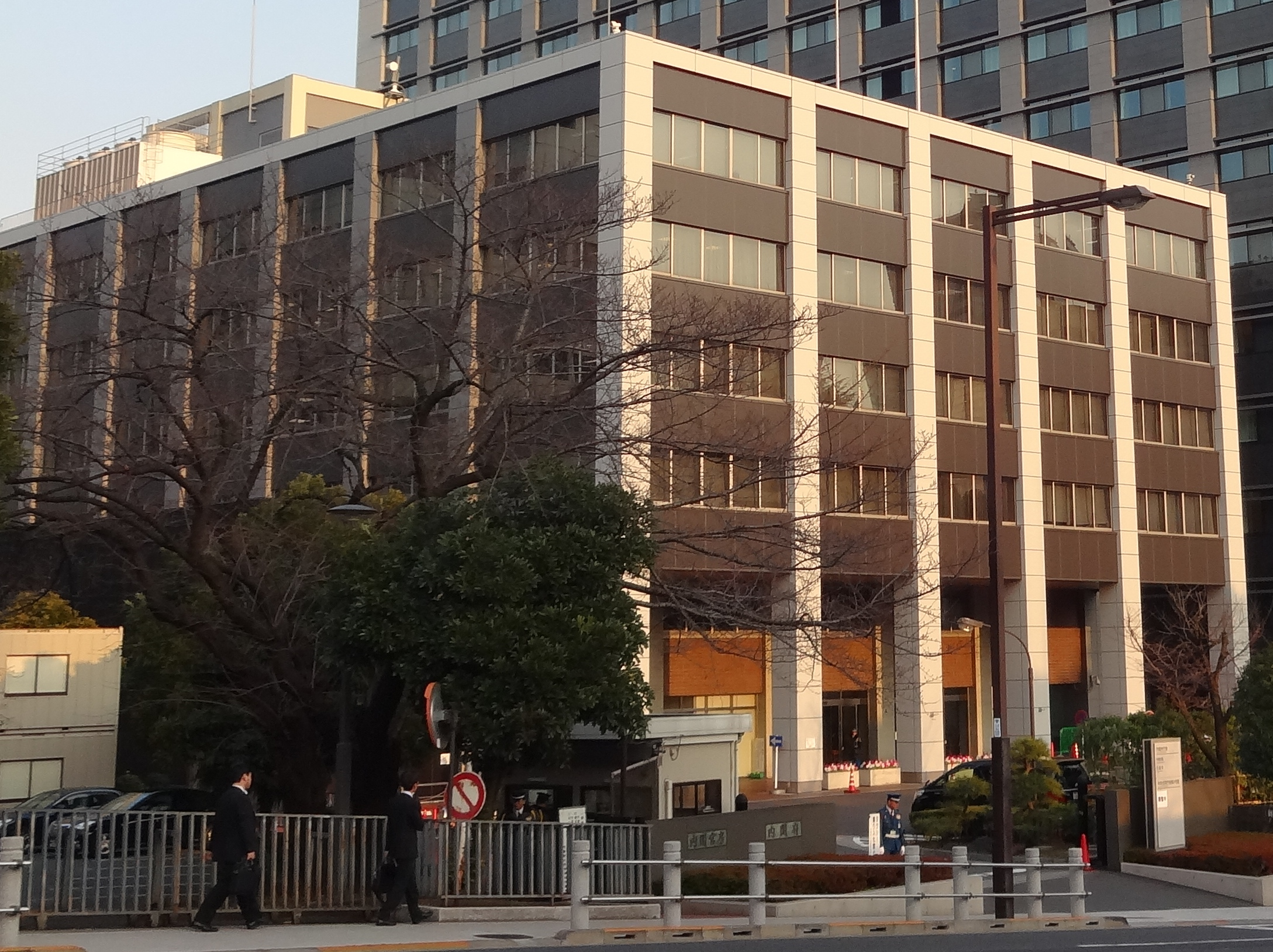
内阁官房所在的内閣府厅舍

内阁官房长官（日語：内閣官房長官），簡稱官房長官，為日本国政府根据内閣法設置內閣官房的最高首長，相當於日本內閣秘書長和发言人，在第二次世界大战前稱為内閣書記官長。
若是不設副總理的情况下，官房長官是日本内閣中僅次於內閣總理大臣（首相）的職位，此時通常是在總理大臣臨時代理人選中序列第一位而相當於副首相。如果總理大臣不能行使職責達五日以上時，在沒有副總理的情況下，官房長官可代理其職位。有些首相在就任前便曾擔任過內閣官房長官，比如第99任首相菅义伟上任前的職位即為內閣官房長官。

## 职务
内阁官房长官统辖内阁官房事务，负责監督管理部门职员的服务（内阁法第13条）。
但是，内阁官房在内阁法上的主任大臣是内阁总理大臣（内阁法25条）。
内阁官房的事务涵蓋政府几乎所有的领域，因此总管的官房长官职务极其广泛。今日的官房长官发挥尤为重要的作用，主要内容如下。
1. 对内阁的各种狀況協調行政各部。
2. 與国会各院内会派（日语：会派）（特别是执政党）的協調角色。
3. 針對日本政府（内阁）处理的重要事项，以及各种事态發表政府正式立场的“政府发言人”。

办公室在总理大臣官邸5楼，配有一位特別職国家公務員國務大臣秘書官。另外，也可以根据需求配置一位特别职的大臣補佐官。
内阁官房长官是閣議的主持者。
除此之外，内阁官房长官也負責總管內閣府（大臣委員會及特命擔當大臣所掌部署除外）事務（內閣府設置法8條），包含大臣官房、賞勳局、迎賓館、官民人材交流中心、再就職等監視委員會、國際平和協力本部、宮內廳、公平交易委員會等。
總理大臣官邸建地內的官房長官公邸在2002年（平成15年）3月啟用，在緊急事態發生時可供官房長官住宿以隨時因應情況變化，非一般居住用官邸。

## 概要
在大眾媒體的報導中，內閣官房長官與內閣總理大臣並列為國民曝光度最高的職位。在實務上，隨著中央省廳再編與之後逐步加強官邸功能，其權限也不斷擴大。在重大案件中可見官房長官的協調能力，是內閣的關鍵人物。
現有憲法下，內閣官房長官最初並不是需要天皇認證的認證官。1963年（昭和38年），時任首相池田勇人認為內閣官房長官是接收首相指令與大臣溝通的橋樑，認為與大臣有同等地位，因此第2次池田內閣 (第2次改造)時代的同年6月11日，內閣官房長官成為認證官。從此，內閣官房長官擁有大臣待遇。之後，隨著電視曝光度的增加，加上每日透過電視撥放的記者會，內閣官房長官也被稱作「政權」之顔。近年多由重量級政黨要角就任。現在已是實質上的內閣第二號人物。
做為未來首相候選人的登龍門，內閣官房長官多由年輕的明日之星、或擁有政策調整能力的資深政治家出任，一般都是首相最重要的左右手。自由民主黨執政時，多由總裁派閥（首相出身派閥）出任。
在媒體報導中，若是內閣總理大臣的非正式發言，慣例上會以「政府首腦」取代職稱。
2000年（平成12年）4月起，內閣總理大臣臨時代理名單列有五位，其中內閣官房長官通常排名第1或第2位。當內閣官房長官以外的國務大臣名列第1位時，該國務大臣稱為副總理。
由於需代理時常出訪海外的首相，負責國內的危機管理，因此內閣官房長官鮮少出訪海外。若是內閣官房長官離開東京，則由作為行政最高責任者的內閣總理大臣留守東京。

## 辅佐职
补佐内阁官房长官的职位如下：

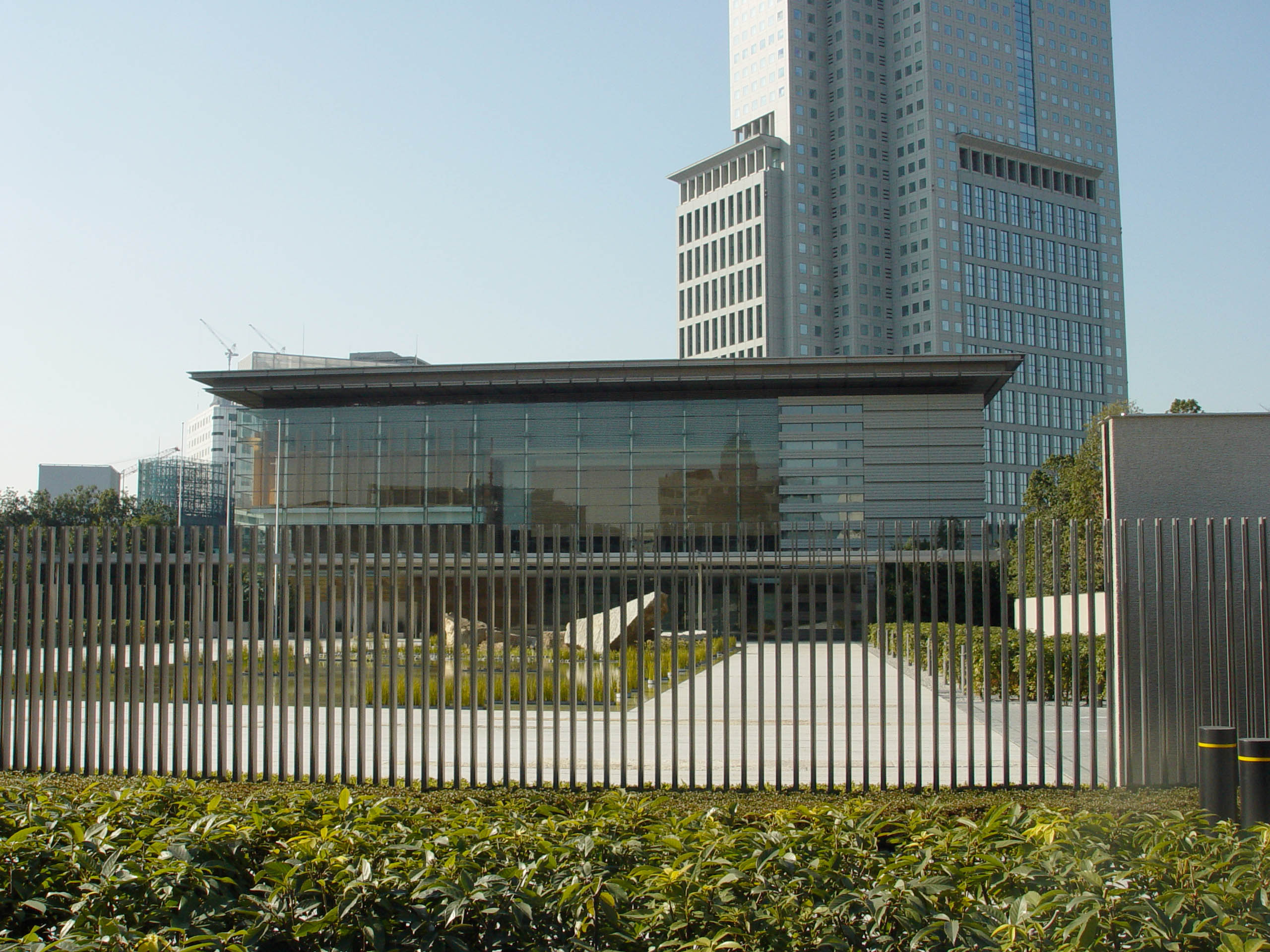
总理大臣官邸

- 内閣官房副長官3人（内阁法第14条）※認証官
- 国家安全保障局長（内阁法第17条第3項）
- 内閣危機管理監（日语：内閣危機管理監）（内阁法第15条）
- 内閣情報通信政策監（日语：内閣情報通信政策監）（内阁法第15条）
- 内閣官房副長官補3人（内阁法第18条）
- 内閣廣報官（日语：内閣広報官）（内阁法第19条）
- 内閣情報官（日语：内閣情報官）（内阁法第20条）
- 内閣總務官（日语：内閣総務官）（内閣官房組織令第2条第2項）
- 内閣府大臣補佐官1人（内阁官房长官可以根据自己的要求来设置）

## 沿革
- 1879年（明治12年）3月12日 - 設置內閣官房長官的前身內閣書記官長，下屬有大書記官、少書記官。
- 1885年（明治18年）12月22日 - 創立內閣制度，成為正式常設職位。
- 1890年（明治23年）6月30日 - 公布內閣所屬職員官制，為內閣所屬的勅任官。職則為「依內閣總理大臣命令管理機密文書、監督內閣事務、執行內閣所屬判任（日语：判任官）以下職員人事權）」。
- 1898年（明治31年）10月22日 - 對內閣所屬各局局長的指揮權改為命令權。
- 1924年（大正13年）12月20日 - 內閣所屬職員官制全面修正，書記官長直屬部局改組為內閣官房。職責加上「輔佐內閣總理大臣」。
- 1947年（昭和22年）5月3日 - 日本國憲法施行，廢除原來的內閣書記官長，依行政官廳法新設內閣官房長官。由於非國務大臣所屬職位，由國務大臣出任內閣官房長官時，人事令為「兼任內閣官房長官」。非國務大臣出任時，人事令為「任命內閣官房長官」。
- 1949年（昭和24年）6月1日 - 行政官廳法失效，內閣法成為基礎法。該法允許國務大臣出任職位，因此由國務大臣出任內閣官房長官時，人事令改為「任命內閣官房長官」。
- 1963年（昭和38年）6月11日 - 時任首相池田勇人[3]修正內閣法，內閣官房長官成為認證官[3]。由國務大臣出任內閣官房長官時，以國務大臣身分認證，非國務大臣出任時，以內閣官房長官認證。
- 1966年（昭和41年）6月28日 - 修正內閣法，內閣官房長官為國務大臣所屬職位。
- 1984年（昭和59年）7月1日 - 隨著總務廳設置，負責總理府（大臣廳等除外）綜合管理。
- 2000年（平成12年）4月5日 - 內閣總理大臣臨時代理預定者改為組閣前5順位，原則上由內閣官房長官擔任第1順位。
- 2001年（平成13年）1月6日 - 中央省廳再編，負責內閣府（大臣廳等除外）綜合管理。

## 歷任内阁官房长官
| 代                       | 姓名                               | 姓名                     | 内閣                            | 就任日                   | 退任日                             | 出身                     | 備考                                     |
| 内閣官房長官（非認証官） | 内閣官房長官（非認証官）           | 内閣官房長官（非認証官） | 内閣官房長官（非認証官）        | 内閣官房長官（非認証官） | 内閣官房長官（非認証官）           | 内閣官房長官（非認証官） | 内閣官房長官（非認証官）                 |
| ------------------------ | ---------------------------------- | ------------------------ | ------------------------------- | ------------------------ | ---------------------------------- | ------------------------ | ---------------------------------------- |
| 1                        |                                    | 林让治                   | 第一次吉田內閣                  | 1947年5月3日             | 1947年5月24日                      | 日本自由黨               | 舊·親任官待遇                            |
| -                        | （欠員）                           | （欠員）                 | 片山内閣                        |                          |                                    |                          |                                          |
| 2                        |                                    | 西尾末廣                 | 片山内閣                        | 1947年6月1日             | 1948年3月10日                      | 日本社会党               | 國務大臣兼内閣官房長官／敍·一級          |
| 3                        |                                    | 苫米地義三               | 蘆田内閣                        | 1948年3月10日            | 1948年10月15日                     | 民主黨 (日本1947年)      | 國務大臣兼内閣官房長官／敍·一級          |
| -                        | （欠員）                           | （欠員）                 | 第二次吉田內閣                  |                          |                                    |                          |                                          |
| 4                        |                                    | 佐藤荣作                 | 第二次吉田內閣                  | 1948年10月17日           | 1949年2月16日                      | 民主自由黨               | 敘·一級                                  |
| 5                        |                                    | 增田甲子七               | 第三次吉田内閣                  | 1949年2月16日            | 1949年6月24日                      | 民主自由黨               | 敘·一級                                  |
| 6                        | 1949年6月24日                      | 增田甲子七               | 第三次吉田内閣                  | 1950年5月6日             | 國務大臣                           | 民主自由黨               |                                          |
| 7                        |                                    | 岡崎勝男                 | 第三次吉田內閣 (第一次改造)     | 1950年5月6日             | 1951年12月26日                     | 自由黨                   | 敘·一級                                  |
| 7                        | 第三次吉田內閣 (第二次改造)        | 岡崎勝男                 |                                 | 1950年5月6日             | 1951年12月26日                     | 自由黨                   | 敘·一級                                  |
| 8                        |                                    | 保利茂                   | 第三次吉田內閣 (第三次改造)     | 1951年12月26日           | 1952年10月30日                     | 自由黨                   | 敘·一級                                  |
| 9                        |                                    | 緒方竹虎                 | 第四次吉田内閣                  | 1952年10月30日           | 1953年3月24日                      | 自由黨                   | 國務大臣／副總理（1952年11月28日以後）   |
| 10                       |                                    | 福永健司                 | 第四次吉田内閣                  | 1953年3月24日            | 1953年5月21日                      | 自由黨                   | 敘·一級                                  |
| 11                       | 第五次吉田内閣                     | 福永健司                 | 1953年5月21日                   | 1954年9月24日            |                                    | 自由黨                   | 敘·一級                                  |
| 12                       | 第五次吉田内閣                     | 福永健司                 | 1954年9月24日                   | 1954年12月10日           | 國務大臣                           | 自由黨                   |                                          |
| 13                       |                                    | 根本龍太郎               | 第一次鳩山一郎内閣              | 1954年12月10日           | 1955年3月19日                      | 日本民主黨               | 敘·一級                                  |
| 14                       | 第二次鳩山一郎内閣                 | 根本龍太郎               | 1955年3月19日                   | 1955年11月22日           |                                    | 日本民主黨               | 敘·一級                                  |
| 15                       | 第三次鳩山一郎内閣                 | 根本龍太郎               | 1955年11月22日                  | 1956年12月23日           | 自由民主黨                         |                          | 敘·一級                                  |
| 16                       |                                    | 石田博英                 | 石橋内閣                        | 1956年12月23日           | 自由民主黨                         | 1957年2月25日            | 敘·一級                                  |
| 17                       | 第一次岸内閣                       | 石田博英                 | 1957年2月25日                   | 1957年7月10日            | 自由民主黨                         |                          | 敘·一級                                  |
| 18                       |                                    | 愛知揆一                 | 第一次岸內閣 (改造)             | 1957年7月10日            | 自由民主黨                         | 1958年6月12日            | 敘·一級                                  |
| 19                       |                                    | 赤城宗德                 | 第二次岸内閣                    | 1958年6月12日            | 自由民主黨                         |                          | 敘·一級                                  |
| 20                       |                                    | 椎名悅三郎               | 第二次岸內閣 (改造)             | 1959年6月18日            | 自由民主黨                         | 1960年7月19日            | 敘·一級                                  |
| 21                       |                                    | 大平正芳                 | 第一次池田内閣                  | 1960年7月19日            | 自由民主黨                         | 1960年12月8日            | 敘·一級                                  |
| 22                       | 第二次池田内閣                     | 大平正芳                 | 1960年12月8日                   | 1962年7月18日            | 自由民主黨                         |                          | 敘·一級                                  |
| 22                       | 第二次池田內閣 (第一次改造)        | 大平正芳                 | 1960年12月8日                   | 1962年7月18日            | 自由民主黨                         |                          | 敘·一級                                  |
| 23                       |                                    | 黑金泰美                 | 第二次池田內閣 (第二次改造)     | 1962年7月18日            | 自由民主黨                         | 1963年6月11日            | 敘·一級                                  |
| 内閣官房長官（認証官）   |                                    |                          |                                 |                          |                                    |                          |                                          |
| 24                       |                                    | 黑金泰美                 | 第二次池田內閣 (第二次改造)     | 1963年6月11日            | 1963年12月9日                      | 自由民主黨               |                                          |
| 24                       | 第二次池田內閣 (第三次改造)        | 黑金泰美                 |                                 | 1963年6月11日            | 1963年12月9日                      | 自由民主黨               |                                          |
| 25                       | 第三次池田内閣                     | 黑金泰美                 | 1963年12月9日                   | 1964年7月18日            |                                    | 自由民主黨               |                                          |
| 26                       |                                    | 铃木善幸                 | 第三次池田內閣 (改造)           | 1964年7月18日            | 1964年11月9日                      | 自由民主黨               |                                          |
| 27                       |                                    | 橋本登美三郎             | 第一次佐藤内閣                  | 1964年11月9日            | 1966年6月28日                      | 自由民主黨               |                                          |
| 27                       | 第一次佐藤內閣 (第一次改造)        | 橋本登美三郎             |                                 | 1964年11月9日            | 1966年6月28日                      | 自由民主黨               |                                          |
| 内閣官房長官（国務大臣） |                                    |                          |                                 |                          |                                    |                          |                                          |
| 28                       |                                    | 橋本登美三郎             | 第一次佐藤內閣 (第一次改造)     | 1966年6月28日            | 1966年8月1日                       | 自由民主黨               |                                          |
| 29                       |                                    | 愛知揆一                 | 第一次佐藤內閣 (第二次改造)     | 1966年8月1日             | 1966年12月3日                      | 自由民主黨               |                                          |
| 30                       |                                    | 福永健司                 | 第一次佐藤內閣 (第三次改造)     | 1966年12月3日            | 1967年2月17日                      | 自由民主黨               |                                          |
| 31                       | 第二次佐藤内閣                     | 福永健司                 | 1967年2月17日                   | 1967年6月22日            | 因病請辭                           | 自由民主黨               |                                          |
| 32                       |                                    | 木村俊夫                 | 第二次佐藤内閣                  | 1967年6月22日            | 1968年11月30日                     | 自由民主黨               | 前任因病請辭而接任（中途入閣）           |
| 32                       | 第二次佐藤內閣 (第一次改造)        | 木村俊夫                 |                                 | 1967年6月22日            | 1968年11月30日                     | 自由民主黨               |                                          |
| 33                       |                                    | 保利茂                   | 第二次佐藤內閣 (第二次改造)     | 1968年11月30日           | 1970年1月14日                      | 自由民主黨               |                                          |
| 34                       | 第三次佐藤内閣                     | 保利茂                   | 1970年1月14日                   | 1971年7月5日             |                                    | 自由民主黨               |                                          |
| 35                       |                                    | 竹下登                   | 第三次佐藤內閣 (改造)           | 1971年7月5日             | 1972年7月7日                       | 自由民主黨               |                                          |
| 36                       |                                    | 二階堂進                 | 第一次田中角榮內閣              | 1972年7月7日             | 1972年12月22日                     | 自由民主黨               |                                          |
| 37                       | 第二次田中角榮内閣                 | 二階堂進                 | 1972年12月22日                  | 1974年11月11日           |                                    | 自由民主黨               |                                          |
| 37                       | 第二次田中角榮內閣 (第一次改造)    | 二階堂進                 | 1972年12月22日                  | 1974年11月11日           |                                    | 自由民主黨               |                                          |
| 38                       |                                    | 竹下登                   | 第二次田中角榮內閣 (第二次改造) | 1974年11月11日           | 1974年12月9日                      | 自由民主黨               |                                          |
| 39                       |                                    | 井出一太郎               | 三木内閣                        | 1974年12月9日            | 1976年12月24日                     | 自由民主黨               |                                          |
| 39                       | 三木內閣 (改造)                    | 井出一太郎               |                                 | 1974年12月9日            | 1976年12月24日                     | 自由民主黨               |                                          |
| 40                       |                                    | 園田直                   | 福田赳夫内閣                    | 1976年12月24日           | 1977年11月28日                     | 自由民主黨               |                                          |
| 41                       |                                    | 安倍晋太郎               | 福田赳夫內閣 (改造)             | 1977年11月28日           | 1978年12月7日                      | 自由民主黨               |                                          |
| 42                       |                                    | 田中六助                 | 第一次大平内閣                  | 1978年12月7日            | 1979年11月9日                      | 自由民主黨               |                                          |
| 43                       |                                    | 伊東正義                 | 第二次大平内閣                  | 1979年11月9日            | 1980年7月17日                      | 自由民主黨               | 副總理（1980年6月11日以后）              |
| 44                       |                                    | 宫泽喜一                 | 鈴木善幸内閣                    | 1980年7月17日            | 1982年11月27日                     | 自由民主黨               |                                          |
| 44                       | 鈴木善幸內閣 (改造)                | 宫泽喜一                 |                                 | 1980年7月17日            | 1982年11月27日                     | 自由民主黨               |                                          |
| 45                       |                                    | 後藤田正晴               | 第一次中曾根內閣                | 1982年11月27日           | 1983年12月27日                     | 自由民主黨               |                                          |
| 46                       |                                    | 藤波孝生                 | 第二次中曾根內閣                | 1983年12月27日           | 1985年12月28日                     | 自由民主黨               |                                          |
| 46                       | 第二次中曾根內閣 (第一次改造)      | 藤波孝生                 |                                 | 1983年12月27日           | 1985年12月28日                     | 自由民主黨               |                                          |
| 47                       |                                    | 後藤田正晴               | 第二次中曾根內閣 (第二次改造)   | 1985年12月28日           | 1986年7月22日                      | 自由民主黨               |                                          |
| 48                       | 第三次中曾根內閣                   | 後藤田正晴               | 1986年7月22日                   | 1987年11月6日            |                                    | 自由民主黨               |                                          |
| 49                       |                                    | 小淵惠三                 | 竹下内閣                        | 1987年11月6日            | 1989年6月3日                       | 自由民主黨               | 發布新年號「平成」                       |
| 50                       |                                    | 鹽川正十郎               | 宇野内閣                        | 1989年6月3日             | 1989年8月10日                      | 自由民主黨               |                                          |
| 51                       |                                    | 山下德夫                 | 第一次海部內閣                  | 1989年8月10日            | 1989年8月25日                      | 自由民主黨               | 在任16天後因桃色醜聞辭職                 |
| 52                       |                                    | 森山真弓                 | 第一次海部內閣                  | 1989年8月25日            | 1990年2月28日                      | 自由民主黨               | 環境廳長官轉任，系首位女性內閣官房長官   |
| 53                       |                                    | 坂本三十次               | 第二次海部内閣                  | 1990年2月28日            | 1991年11月5日                      | 自由民主黨               |                                          |
| 53                       | 第二次海部內閣 (改造)              | 坂本三十次               |                                 | 1990年2月28日            | 1991年11月5日                      | 自由民主黨               |                                          |
| 54                       |                                    | 加藤紘一                 | 宮澤内閣                        | 1991年11月5日            | 1992年12月12日                     | 自由民主黨               |                                          |
| 55                       |                                    | 河野洋平                 | 宮澤內閣 (改造)                 | 1992年12月12日           | 1993年8月9日                       | 自由民主黨               |                                          |
| 56                       |                                    | 武村正義                 | 細川内閣                        | 1993年8月9日             | 1994年4月28日                      | 先驅新黨                 |                                          |
| -                        |                                    | 羽田孜                   | 羽田內閣                        | 1994年4月28日            | 1994年4月28日                      | 新生黨                   | 以內閣總理大臣身份暫代內閣官房長官事務   |
| 57                       |                                    | 熊谷弘                   | 羽田內閣                        | 1994年4月28日            | 1994年6月30日                      | 新生黨                   |                                          |
| 58                       |                                    | 五十嵐廣三               | 村山内閣                        | 1994年6月30日            | 1995年8月8日                       | 日本社會黨               |                                          |
| 59                       |                                    | 野坂浩贤                 | 村山內閣 (改造)                 | 1995年8月8日             | 1996年1月11日                      | 日本社會黨               |                                          |
| 60                       |                                    | 梶山静六                 | 第一次橋本內閣                  | 1996年1月11日            | 1996年11月7日                      | 自由民主党               |                                          |
| 61                       | 第二次橋本内閣                     | 梶山静六                 | 1996年11月7日                   | 1997年9月11日            |                                    | 自由民主党               |                                          |
| 62                       |                                    | 村冈兼造                 | 第二次橋本内閣 (改造)           | 1997年9月11日            | 1998年7月30日                      | 自由民主党               |                                          |
| 63                       |                                    | 野中广务                 | 小淵內閣                        | 1998年7月30日            | 1999年10月5日                      | 自由民主党               |                                          |
| 63                       | 小淵內閣 (第一次改造)              | 野中广务                 |                                 | 1998年7月30日            | 1999年10月5日                      | 自由民主党               |                                          |
| 64                       |                                    | 青木幹雄                 | 小淵內閣 (第二次改造)           | 1999年10月5日            | 2000年4月5日                       | 自由民主党               | 内閣總理大臣臨時代理（2000年4月3日以後） |
| 65                       | 第一次森内閣                       | 青木幹雄                 | 2000年4月5日                    | 2000年7月4日             |                                    | 自由民主党               |                                          |
| 66                       |                                    | 中川秀直                 | 第二次森内閣                    | 2000年7月4日             | 2000年10月27日                     | 自由民主党               | 因婚外戀及泄露搜查情報醜聞請辭           |
| 67                       |                                    | 福田康夫                 | 第二次森内閣                    | 2000年10月27日           | 2001年4月26日                      | 自由民主党               | 前任請辭而接任（中途入閣）               |
| 67                       | 第二次森內閣 (改造 中央省廳再編前) | 福田康夫                 |                                 | 2000年10月27日           | 2001年4月26日                      | 自由民主党               |                                          |
| 67                       | 第二次森內閣 (改造 中央省廳再編後) | 福田康夫                 |                                 | 2000年10月27日           | 2001年4月26日                      | 自由民主党               |                                          |
| 68                       | 第一次小泉内閣                     | 福田康夫                 | 2001年4月26日                   | 2003年11月19日           |                                    | 自由民主党               |                                          |
| 68                       | 第一次小泉內閣 (第一次改造)        | 福田康夫                 | 2001年4月26日                   | 2003年11月19日           |                                    | 自由民主党               |                                          |
| 68                       | 第一次小泉內閣 (第二次改造)        | 福田康夫                 | 2001年4月26日                   | 2003年11月19日           |                                    | 自由民主党               |                                          |
| 69                       | 第二次小泉内閣                     | 福田康夫                 | 2003年11月19日                  | 2004年5月7日             | 因被揭發自己的年金保險費未繳而請辭 | 自由民主党               |                                          |
| 70                       |                                    | 细田博之                 | 第二次小泉內閣 (改造)           | 2004年5月7日             | 2005年9月21日                      | 自由民主党               | 前任請辭而接任（中途入閣）               |
| 70                       |                                    | 细田博之                 | 第二次小泉內閣 (改造)           | 2004年5月7日             | 2005年9月21日                      | 自由民主党               |                                          |
| 71                       | 第三次小泉内閣                     | 细田博之                 | 2005年9月21日                   | 2005年10月31日           |                                    | 自由民主党               |                                          |
| 72                       |                                    | 安倍晋三                 | 第三次小泉內閣 (改造)           | 2005年10月31日           | 2006年9月26日                      | 自由民主党               |                                          |
| 73                       |                                    | 盐崎恭久                 | 第一次安倍內閣                  | 2006年9月26日            | 2007年8月27日                      | 自由民主党               |                                          |
| 74                       |                                    | 与谢野馨                 | 第一次安倍內閣 (改造)           | 2007年8月27日            | 2007年9月26日                      | 自由民主党               |                                          |
| 75                       |                                    | 町村信孝                 | 福田康夫内閣                    | 2007年9月26日            | 2008年9月24日                      | 自由民主党               |                                          |
| 75                       | 福田康夫內閣 (改造)                | 町村信孝                 |                                 | 2007年9月26日            | 2008年9月24日                      | 自由民主党               |                                          |
| 76                       |                                    | 河村建夫                 | 麻生内閣                        | 2008年9月24日            | 2009年9月16日                      | 自由民主党               |                                          |
| 77                       |                                    | 平野博文                 | 鳩山由紀夫內閣                  | 2009年9月16日            | 2010年6月8日                       | 民主黨                   |                                          |
| 78                       |                                    | 仙谷由人                 | 菅直人內閣                      | 2010年6月8日             | 2011年1月14日                      | 民主黨                   |                                          |
| 78                       | 菅直人內閣 (第一次改造)            | 仙谷由人                 |                                 | 2010年6月8日             | 2011年1月14日                      | 民主黨                   |                                          |
| 79                       |                                    | 枝野幸男                 | 菅直人內閣 (第二次改造)         | 2011年1月14日            | 2011年9月2日                       | 民主黨                   |                                          |
| 80                       |                                    | 藤村修                   | 野田内阁                        | 2011年9月2日             | 2012年12月26日                     | 民主黨                   |                                          |
| 81                       |                                    | 菅义伟                   | 第二次安倍內閣                  | 2012年12月26日           | 2014年12月24日                     | 自由民主黨               |                                          |
| 81                       | 第二次安倍內閣 (改造)              | 菅义伟                   |                                 | 2012年12月26日           | 2014年12月24日                     | 自由民主黨               |                                          |
| 82                       | 第三次安倍內閣                     | 菅义伟                   | 2014年12月24日                  | 2017年11月1日            |                                    | 自由民主黨               |                                          |
| 82                       | 第三次安倍內閣 (第一次改造)        | 菅义伟                   | 2014年12月24日                  | 2017年11月1日            |                                    | 自由民主黨               |                                          |
| 82                       | 第三次安倍內閣 (第二次改造)        | 菅义伟                   | 2014年12月24日                  | 2017年11月1日            |                                    | 自由民主黨               |                                          |
| 82                       | 第三次安倍內閣 (第三次改造)        | 菅义伟                   | 2014年12月24日                  | 2017年11月1日            |                                    | 自由民主黨               |                                          |
| 83                       | 第四次安倍內閣                     | 菅义伟                   | 2017年11月1日                   | 2020年9月16日            |                                    | 自由民主黨               |                                          |
| 83                       | 第四次安倍內閣 (第一次改造)        | 菅义伟                   | 2017年11月1日                   | 2020年9月16日            | 發布新年號「令和」                 | 自由民主黨               |                                          |
| 83                       | 第四次安倍內閣 (第二次改造)        | 菅义伟                   | 2017年11月1日                   | 2020年9月16日            |                                    | 自由民主黨               |                                          |
| 84                       |                                    | 加藤勝信                 | 菅义伟内阁                      | 2020年9月16日            | 2021年10月4日                      | 自由民主黨               |                                          |
| 85                       |                                    | 松野博一                 | 第一次岸田內閣                  | 2021年10月4日            | 2021年11月10日                     | 自由民主黨               |                                          |
| 86                       | 第二次岸田内閣                     | 松野博一                 | 2021年11月10日                  | 2023年12月14日           |                                    | 自由民主黨               |                                          |
| 87                       |                                    | 林芳正                   | 第二屆岸田內閣 (第二屆改組)     | 2023年12月14日           | 2024年10月1日                      | 自由民主黨               |                                          |
| 88                       | 第一次石破內閣                     | 林芳正                   | 2024年10月1日                   | 2024年11月11日           |                                    | 自由民主黨               |                                          |
| 89                       | 第二次石破內閣                     | 林芳正                   | 2024年11月11日                  | 現任                     |                                    | 自由民主黨               |                                          |

姓名加粗體者為後來擔任過內閣總理大臣（首相）者。

## 记录
- 在任时间最长记录：菅義偉（4574日·第81－83任）
- 最年少就任记录：石田博英（42岁）